# Azorella madreporica
Azorella madreporica är en flockblommig växtart som beskrevs av Dominique Clos. Azorella madreporica ingår i släktet Azorella och familjen flockblommiga växter. Inga underarter finns listade i Catalogue of Life.